# Pristipomoides argyrogrammicus
Pristipomoides argyrogrammicus là một loài cá biển thuộc chi Pristipomoides trong họ Cá hồng. Loài này được mô tả lần đầu tiên vào năm 1832.

## Từ nguyên
Từ định danh argyrogrammicus được ghép bởi hai âm tiết trong tiếng Hy Lạp cổ đại: argyrós (αργυρός; "bạc") và grámma (γράμμα; "dòng, sọc"), hàm ý đề cập đến các sọc gợn sóng màu xanh ánh bạc ở lưng và hai bên thân của loài này (hậu tố icus để chỉ tính từ).

## Phạm vi phân bố và môi trường sống
P. argyrogrammicus có phân bố rộng rãi ở khu vực Ấn Độ Dương - Thái Bình Dương. Ở Ấn Độ Dương, loài này được ghi nhận tại bờ biển Đông Phi, Madagascar cùng các đảo quốc xung quanh; còn ở Thái Bình Dương, phạm vi của loài này trải dài từ bán đảo Đông Dương về phía đông đến quần đảo Marshall và quần đảo Société, ngược lên phía bắc đến Nam Nhật Bản, xa về phía nam đến Úc và Nouvelle-Calédonie. P. argyrogrammicus cũng được ghi nhận tại vùng biển Việt Nam.
P. argyrogrammicus sống tập trung trên các rạn san hô ở độ sâu khoảng từ 70 đến ít nhất là 550 m.

## Mô tả
Chiều dài cơ thể lớn nhất được ghi nhận ở P. argyrogrammicus là 40 cm, nhưng phổ biến hơn với chiều dài khoảng 25 cm. Phần trên của đầu phớt đỏ, lưng vàng. Hai bên thân và bụng ánh bạc, đôi khi phớt hồng. Thân có nhiều sọc gợn sóng và đốm xanh óng. Một đường sọc zigzag băng ngang đường bên rồi hướng xuống nửa trên của cuống đuôi. Vây lưng và vây đuôi màu vàng nhạt. 
Số gai ở vây lưng: 10; Số tia vây ở vây lưng: 11; Số gai ở vây hậu môn: 3; Số tia vây ở vây hậu môn: 8; Số tia vây ở vây ngực: 15–16; Số vảy đường bên: 58–62.

## Sinh thái
Thức ăn của P. argyrogrammicus là cá nhỏ hơn, động vật giáp xác và động vật thân mềm như mực.
Các nhà khoa học đã mô tả khoa học Neolebouria blatta, một loài giun dẹp ký sinh mới trong họ Opecoelidae được phát hiện trên cơ thể của hai loài cá hồng P. argyrogrammicus và Etelis carbunculus vào năm 2009.

## Thương mại
P. argyrogrammicus là một loài cá có thịt ngon, được bán tươi trong các chợ cá.